# Train-de-quatre
Le train-de-quatre (train-of-four en anglais) est un type de mesure permettant de quantifier la curarisation d'un patient durant et après la procédure chirurgicale, quand il y a injection de curares, une fois le patient sédaté. Cela consiste à appliquer une succession de quatre stimulations électriques sur un nerf périphérique puis à comparer la première et la dernière contraction du groupe musculaire correspondant. 
Le muscle choisi pour l’enregistrement est en général l’adducteur du pouce, innervé par la branche profonde du nerf ulnaire, les deux électrodes de stimulation devant être placées au bord interne de l’avant-bras au-dessus du pli de flexion du poignet, distantes l'une de l'autre d’environ 4 cm. La réponse obtenue est une adduction du pouce,. D'autres nerfs peuvent être choisis tels que le facial ou le tibial.
Ce monitorage neuromusculaire est réalisé pour la majorité des praticiens avec un monitorage instrumental quantitatif basé sur le principe de l’accéléromyographie. L’accéléromyographie est la combinaison de deux appareils de mesure : l’accéléromètre et le myographe. Le myographe est utilisé pour mesurer la force produite par un muscle lors d'une contraction. On mesure cette force produite grâce à un accéléromètre.  L’accéléromètre est un capteur qui, fixé à un objet mobile permet de déterminer l’accélération non gravitationnelle linéaire. Ainsi, on mesure la réponse neuromusculaire en corrélant la position d’un capteur mobilisé par ce muscle. Les nouvelles générations de monitorage du bloc neuromusculaire utilisent une version tri-dimensionnelle de l’AMG, appelée 3D-AMG, qui permet d’améliorer considérablement la technique en la rendant plus facile d’utilisation et plus fiable, favorisant ainsi son intégration dans les blocs opératoires et rendant possible la démocratisation du monitorage quantitatif, encore en cours.
Un enchaînement de quatre stimulations de 2 ms en deux secondes séparées chacune de 0,5 s, (2 Hz), suffisent pour mettre en évidence le phénomène d’épuisement en présence d’un curare non dépolarisant c'est-à-dire pour constater la présence ou non de 4 réponses : on apprécie la profondeur de la curarisation par le nombre de réponses au train-de-quatre.
Lors de la décurarisation, le rapport T4/T1 (c’est-à-dire le rapport de la force de la quatrième contraction musculaire à celle de la première) fournit un bon indice de la présence d’une curarisation résiduelle.
D'abord fixé à 0,70, un rapport T4/T1 = 0,90 est jugé nécessaire depuis les années 1990 pour que les muscles ventilatoires puissent faire face à une demande ventilatoire accrue. Ce seuil permet de s’assurer que les muscles contrôlant l’ouverture des voies aériennes supérieures sont décurarisés.